# 블라디미르 키릴로비치 대공
블라디미르 키릴로비치(러시아어: Vladimir Kirillovich of Russia, 1917년 8월 30일 ~ 1992년 4월 21일)는 아버지 키릴 블라디미로비치 로마노프의 뒤를 이은 러시아의 왕위 요구자이다. 1938년 10월 12일부터 1992년 4월 21일까지 로마노프 왕가의 수장이었다.